# Canónigos Regulares de la Congregación Lateranense Austriaca
La Congregación de Canónigos Regulares de San Agustín Lateranense Austriaca (oficialmente en latín: Congregatio Canonicorum Regularium S. Agustini Lateranensium Austriaca) es una orden religiosa católica de derecho pontificio, que constituye una congregación de seis monasterios sui iuris, al interno de la federación de los Canónigos Regulares de San Agustín. A los miembros de este instituto se les conoce como canónigos lateranenses austriacos.

## Historia
La vida canonical en Austria conoció un gran desarrollo en el siglo XI. En el siglo XVIII la nación contaba con 28 monasterios autónomos. Estos fueron suprimidos a causa de las políticas eclesiásticas del emperador José II. Aun así, seis de ellos lograron sobrevivir a dichas políticas, los de Sankt Florian, Herzogenburg, Klosterneuburg, Reichersberg, Vorau y Neustift en la municipalidad de Varna. Los cuales se mantuvieron independientes hasta nuestros días y federados formaron la Congregación de Canónigos Regulares de San Agustín de Austria en 1907.
El 25 de junio de 1907 se confederaron a la Congregación de Letrán, aún manteniendo su independencia como congregación y la autonomía de sus monasterios. Más tarde, en 1959, mediante la bula Caritas unitas del papa Juan XXIII, creó la confederación de Canónigos Regulares de San Agustín, de la que tanto los de Letrán como los de Austria, ingresaron como miembros fundadores.

## Organización
La Congregación de Canónigos Regulares de San Agustín Lateranense Austriaca es un instituto religioso formado por seis monasterios sui iuris, es decir que se mantienen independientes y cada monasterio vela por sí mismo. La congregación en este caso viene a ser realmente una federación de dichos monasterios para mantener la comunión entre unos y otros, que normalmente comparten una misma historia. Al ser autónomos cada monasterio tiene su propio abad y la figura del abad general no ejerce un gobierno directo, sino de comunión. En la actualidad (2016) el abad general es el canónigo austriaco Bernhard Backovsky.
Los canónigos lateranenses austriacos se dedican a la solemnización del culto litúrgico, al ministerio pastoral parroquial y hospitalario. El hábito es el canonical negro con sobrepelliz blanca. En 2015, la congregación contaba con unos 152 canónigos, de los cuales 133 eran sacerdotes, y unos 6 monasterios, cinco en Austria y uno en Italia.